# Pablo L. Sidar (Centro)
Pablo L. Sidar es una localidad del municipio de Centro ubicado en la subregión centro del estado mexicano de Tabasco.

## Geografía
La localidad de Pablo L. Sidar se sitúa en las coordenadas geográficas 17°54′02″N 93°01′45″O / 17.900556, -93.029167, a una elevación de 9 metros sobre el nivel del mar.

## Demografía
Según el Conteo de Población y Vivienda 2020, efectuado por el Instituto Nacional de Estadística y Geografía, la localidad de Pablo L. Sidar tiene 1,369 habitantes, de los cuales 688 son del sexo masculino y 681 del sexo femenino. Su tasa de fecundidad es de 2.45 hijos por mujer y tiene 373 viviendas particulares habitadas.
| Gráfica de evolución demográfica de Pablo L. Sidar entre 1995 y 2020 |
|                                                                      |
| INEGI.                                                               |